# 奧克尼察鄉 (登博維察縣)
44°59′N 25°33′E / 44.983°N 25.550°E
奧克尼察鄉（羅馬尼亞語：Comuna Ocnița, Dâmbovița），是羅馬尼亞的鄉份，位於該國南部，由登博維察縣負責管轄，面積41平方公里，海拔高度287米，2007年人口4,467，人口密度每平方公里109人。